# Liste der Äbte der Herz-Jesu-Abtei Inkamana
Die folgenden Personen waren Äbte der Herz-Jesu-Abtei Inkamana in Vryheid in Südafrika:

## Äbte
- 1982–2002: Gernot Wottawah (davor seit Januar 1979 Prior)
- 2003–2015: Gottfried Sieber
- seit 2018: John Paul Mwaniki (davor von 2015 bis 2018 Administrator)